# GJ 1103
GJ 1103 is een ster met een spectraalklasse van M4.5V. De ster bevindt zich 30,24 lichtjaar van de zon.